# 王文甫
王文甫（1950年3月9日—），臺灣臺北市人，中華民國政治人物、藥師、中國國民黨黨員。臺北醫學大學藥學系藥學士畢業，是躍獅連鎖藥局創辦人，曾任亞洲藥學會會長、臺北市藥師公會理事長、財團法人北藥文教基金會董事長，臺北市松山區富錦里里長。

## 個人背景
王文甫出生於台灣台北市，畢業於臺北醫學大學藥學系。曾在信元藥廠任職，讓他了解到社區藥局積弱不振，成為他日後創辦躍獅藥局的動力，其中「躍獅」諧音「藥師」。2012年，王文甫把公司股份賣掉後，留下夫人黃秀蘭經營的店面交給同為藥學系畢業的兒子王予廷和媳婦王明媛經營。